# Lily Allen
Lily Rose Beatrice Allen (født 2. maj 1985 i Hammersmith, London) er en engelsk singer-songwriter.
Allens gennembrud blev hjulpet godt på vej af MySpace, hvor hendes første single, "Smile", kom ud til en bredere offentlighed. Singlen blev udgivet i 2006. Samme år kom hendes første album, Alright, Still, mens opfølgeren It's Not Me, It's You udkom i 2009.
- Wikimedia Commons har flere filer relateret til Lily Allen